# Burni Nggerget
Burni Nggerget är ett berg i Indonesien.   Det ligger i provinsen Aceh, i den västra delen av landet, 1 500 km nordväst om huvudstaden Jakarta. Toppen på Burni Nggerget är 1 513 meter över havet.
Terrängen runt Burni Nggerget är bergig norrut, men söderut är den kuperad.Runt Burni Nggerget är det mycket glesbefolkat, med 3 invånare per kvadratkilometer. I omgivningarna runt Burni Nggerget växer i huvudsak städsegrön lövskog.